# 眼尾鸚竺鯛
眼尾鸚竺鯛（學名：Ostorhinchus ocellicaudus），又稱睛尾天竺鯛、眼尾鸚天竺鯛，為輻鰭魚綱鉤頭魚目天竺鯛科鸚竺鯛屬的其中一個種。

## 分布
本魚分布於印度西太平洋區，包括印尼、巴布亞紐幾內亞、菲律賓等海域。

## 深度
水深15至30公尺。

## 特徵
本魚體延長而側扁，眼大，口大略下位。前鰓蓋骨邊緣鋸齒狀，魚體略透明，呈紅褐色，尾柄具一大黑色眼斑，頭部具深色縱紋，背鰭硬棘7枚；背鰭軟條9枚；臀鰭硬棘2枚；臀鰭軟條8枚；脊椎骨24個，體長可達5公分。

## 生態
本魚棲息於沙或礫石底質的海域，白天躲藏洞穴中，夜間出來覓食，屬肉食性。繁殖期時，雄魚具有口孵習性，卵約7日化成仔魚，由雄魚吐出，具短暫的仔魚飄浮期。

## 經濟利用
不具任何經濟價值。